# Koloděje (zámek)
Zámek Koloděje je hrad přestavěný na barokní zámek v Kolodějích v Praze. Nachází se na území městské části Praha-Koloděje u východního okraje Prahy. Byl postaven nedaleko jádra někdejší vsi Koloděje ve vstupní části rozsáhlé Kolodějské obory vyhrazené směrem k Hájku. Zámek je chráněn jako kulturní památka České republiky.

## Historie

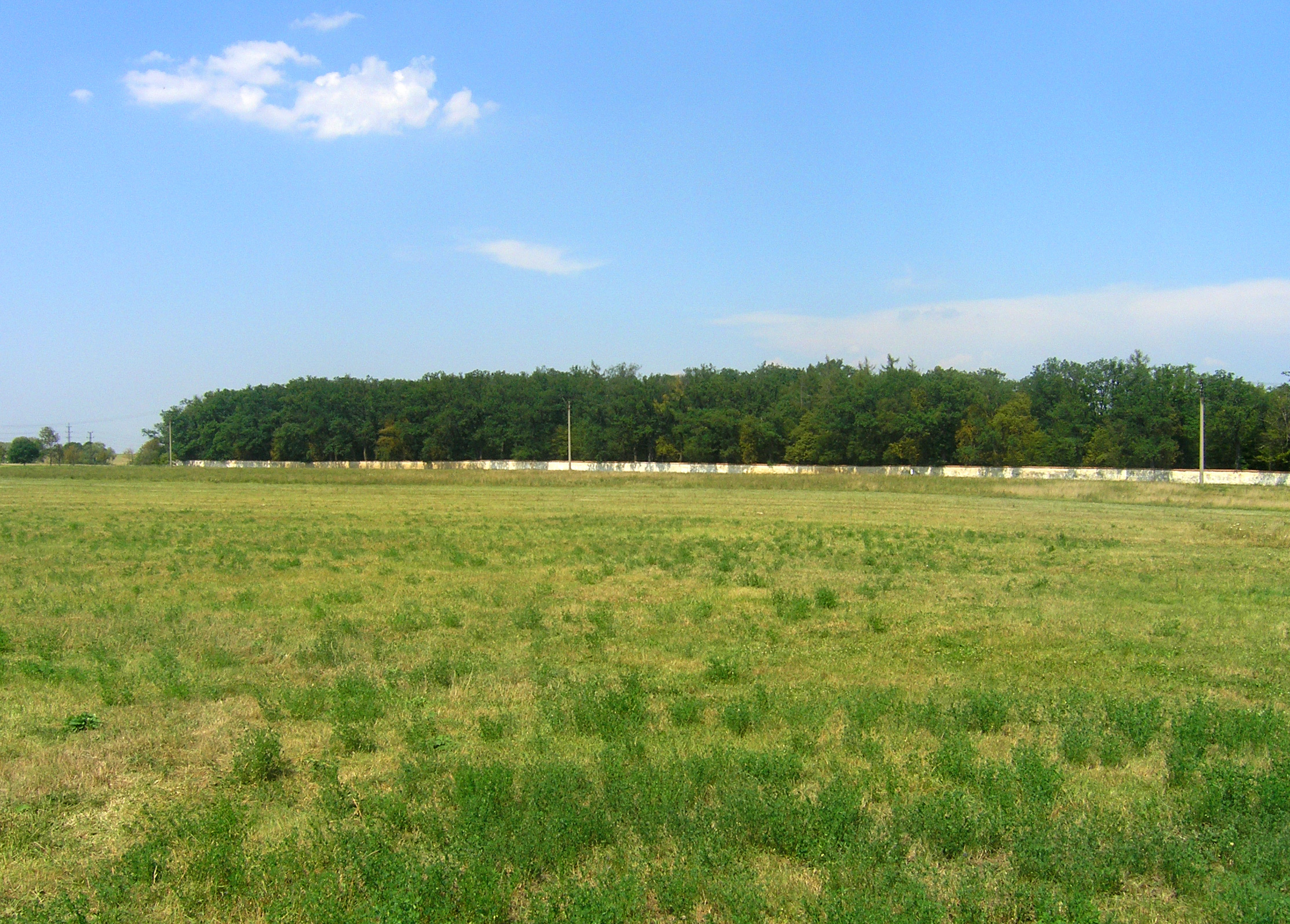
Pohled na Kolodějskou oboru od jihu

Nejstarší dochovaná zmínka o tvrzi v Kolodějích je z roku 1346. Ta ve 13.–14. století střežila cestu z Prahy na Moravu.
Do kolodějského panství patřil les Vidrholec, který ještě v 17. století zasahoval až ke Kolodějům. Z důvodu staletého působení lapků a loupežníků musel v 16. a 17. století majitel panství na příkaz komorního soudu na dostřel od císařské silnice (vedoucí v té době přes dnešní Běchovice a Újezd nad Lesy) z bezpečnostních důvodů vysekávat stromy a křoviny.
Kolodějský hrad byl ve druhé polovině 16. století přestavěn na renesanční zámek, který si však nadále zachoval původní výraznou vysokou okrouhlou věž a dominantní polohu nad údolím. V narovnání synů Rouse z Vražkova z roku 1585 jsou zmiňovány věž, most a studnice, které měli užívat společně.
Jan Adam Ondřej z Lichtenštejna v letech 1706–1712 zahájil další přestavbu, ve stylu vrcholného baroka na trojkřídlou stavbu na podkovovitém půdorysu s dvorem, který lemují hospodářské budovy. Za autora přestavby je považován italský architekt Domenico Martinelli, vnitřek zámku vyzdobil vídeňský štukatér Santini Bussi.
V souvislosti s přestavbou zámku byla přirozená sídelní struktura vsi ovlivněna záměrnými přestavbami a změnami vedení hlavních cest v obci, které umožnily zahuštění zástavby. Vedení hlavní přístupové cesty předjímalo přesunutí jádra vsi od brodu do horní části, k němuž došlo až ve 20. století.
V roce 1806 prošel zámek další přestavbou v klasicistním a romantickém slohu, při níž zámek přišel o hradní věž.

### Vlastníci a uživatelé

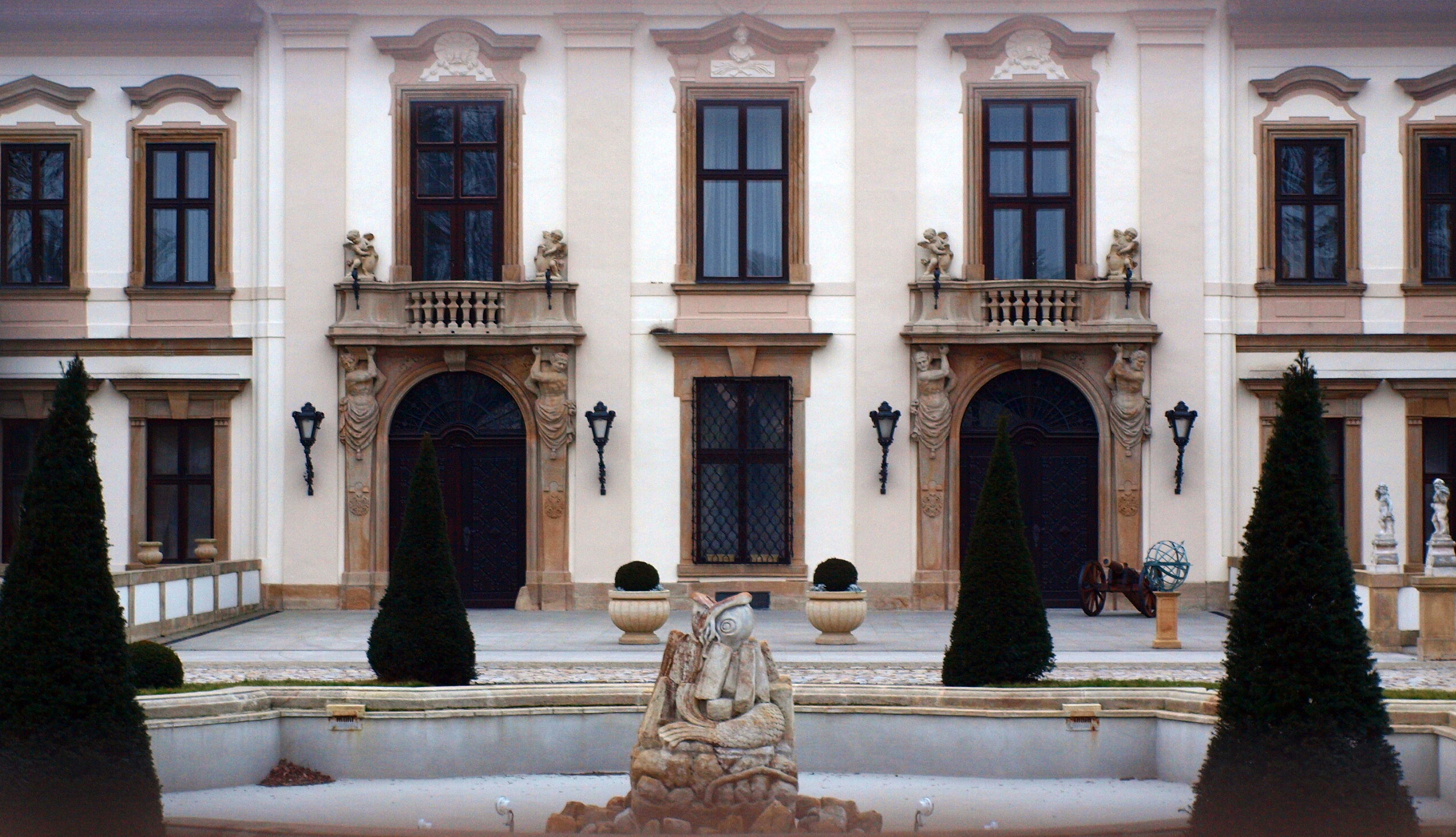
Vstupní průčelí zámku (únor 2015)

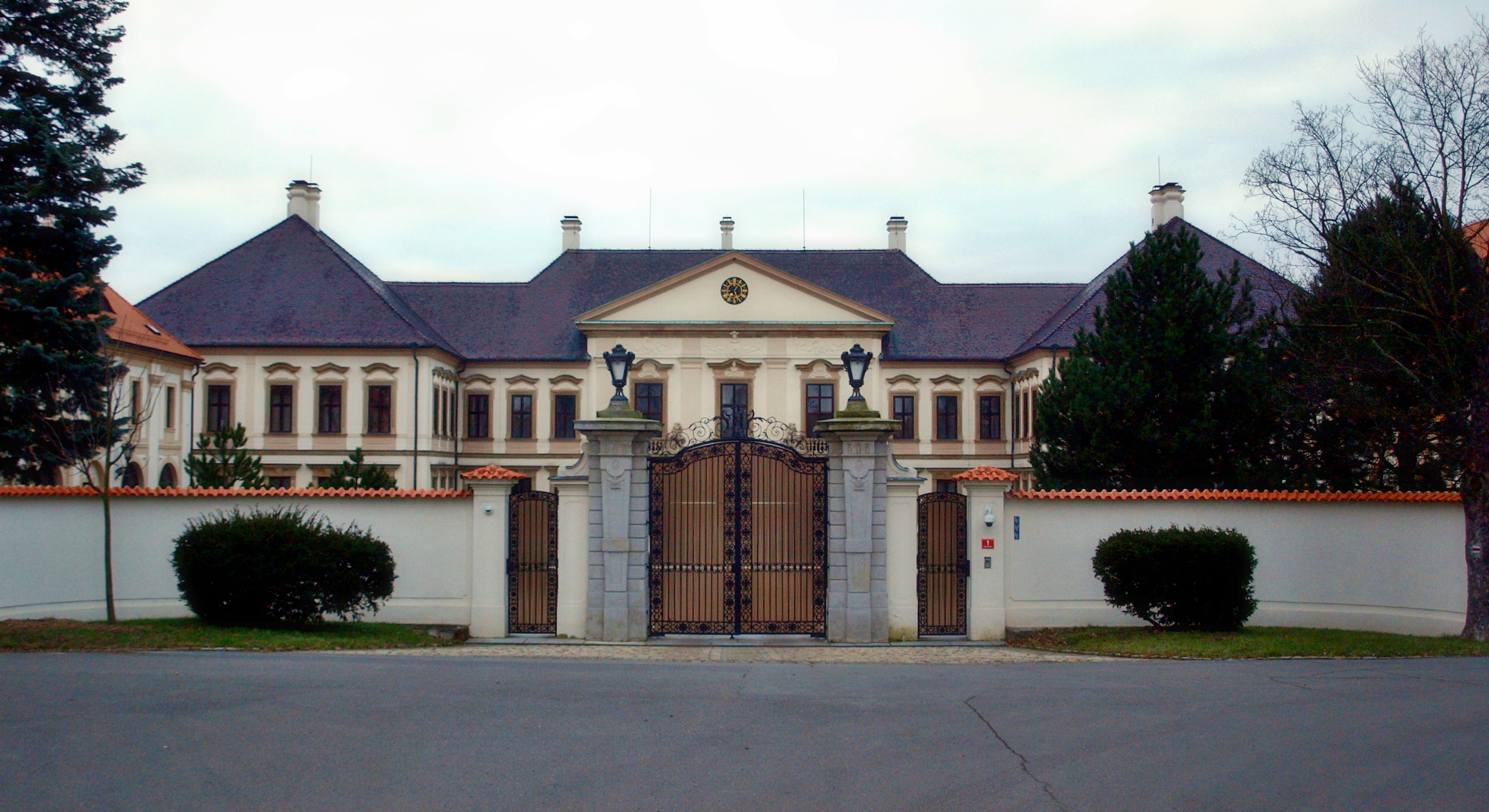
Vstupní brána do zámku (únor 2015)

V letech 1346–1623 se v držbě hradu vystřídalo množství majitelů:
- 1346 byli majiteli hradu páni z Rokycan
- 1356–1359 jej vlastnil Mikuláš Rytíř
- 1359–1375 Jan Jindřich, markrabě moravský
- 1392–1436 byli majiteli Rotlevové
- 1518 Vilém Kostka z Postupic
- 1518–1545 Václav Mandelík z Chrástu
- 1545–1549 Gabriel Klenovský ze Ptení, mistr Tomáš z Javořice a Albrecht Lhotický ze Lhotic
- 1549–1563 Anežka Závěřická z Milhostic
- 1563–1586 Rousínové z Vražkova
- 1586–1588 Jan z Lobkovic, Vilém starší Malovec, Václav Homut z Harasova a jeho manželka Eva Malovcová z Malovic
- 1588–1589 Vilém starší Malovec z Malovic
- 1589–1597 Jaroslav I. Smiřický ze Smiřic
- 1597–1604 Kateřina z Házmburka, žena předchozího
- 1604–1623 opět Smiřičtí ze Smiřic.

Když Albrecht z Valdštejna rozprodával majetek svých vzdálených příbuzných Smiřických, jejichž majetek by byl jinak konfiskován, koupil v roce 1623 kolodějské panství i zámek (hrad) Karel, kníže z Lichtenštejna. Lichtenštejnům byl zámek československým státem v roce 1919 zkonfiskován. Po konfiskaci Lichtenštejnům v zámku v roce 1919 občas pobýval T. G. Masaryk, než se rozhodl přesídlit do lánského zámku. V roce 1919 zde Masarykova rodina trávila Vánoční svátky. Také odsud vyjížděl na koni na projížďky do Běchovic, Klánovic, Šestajovic a Sibřiny, na což ještě v roce 1968 upomínaly památníky s emblémy (plaketami) T.G.M. obnovené v těchto okolních obcích.
Nato v únoru 1920 správa lichtenštejnských statků požádala československé úřady, aby mohla do zámku přestěhovat své centrální ředitelství. Za tímto účelem byly v zámku prováděny stavební adaptace. Okolní občanstvo uspořádalo proti tomu 30. května 1920 tábor lidu a sepsalo rezoluci „proti zneužití zámku a proti jeho poškozování“. Lichtenštejnští ještě v dopise v roce 1920 označovali zámek za svůj majetek.
V letech 1927–1937 vlastnili zámek Vladimír a Anna Holekovi.
Během druhé světové války, kdy zámek vlastnil inženýr Antonín Kumpera (v letech 1937–1946), ředitel automobilky Walter, sloužil zámek jako útočiště pro několik velvyslanců, od roku 1943 tam byly uschovány obrazy Národní galerie. V srpnu 1945 vydal národní výbor v Kolodějích Kumperům osvědčení o státní a národnostní spolehlivosti, podle něhož nebyli v době německé okupace ve spojení s Němci, chovali se jako dobří Češi a měli sociální cítění. V neprospěch Antonína Kumpery bylo později použito to, že nacistický správce Gustav Klestil jej po dobu války nechal ve vedení firmy Walter. Rodina Kumperových na konci války přesídlila kvůli lidovým nepokojům v Kolodějích do domu v Platnéřské ulici v Praze. V prosinci 1945 byl Antonín Kumpera i jeho bratr a otec zatčeni a pak rok a půl vězněni pro údajnou kolaboraci s Němci, mezitím jim byla znárodněna i továrna Walter, jejíž nové vedení pak odmítlo s Kumperou spolupracovat. Zámek byl znárodněn vědomým zneužitím Benešova dekretu č. 108/1945 Sb. Inženýru Kumperovi byl v roce 1946 (oficiálně až 1948) zámek zkonfiskován.
V roce 1947 převzalo zámek ministerstvo vnitra a zřídilo v něm školu Sboru národní bezpečnosti. V roce 1948 byl zámek oficiálně zabaven a vládou předán k užívání prezidentu Klementu Gottwaldovi, kterému při té příležitosti 2. července 1948 bylo uděleno čestné občanství Kolodějí. Gottwald však brzy nato, podobně jako předtím Masaryk, přesídlil do Lán a v kolodějském zámku byla obnovena vyšší politická škola Sboru národní bezpečnosti. V 50. letech si v podzemních prostorách zřídila Státní bezpečnost vězení. Byli zde vězněni například Gustáv Husák, Vlado Clementis, Marie Švermová nebo Artur London.
Z roku 1955 se dochovaly doklady, že se ze zámku odstěhovala Pohraniční stráž. Od roku 1955 zámek využíval úřad vlády a vláda ke slavnostním účelům a důležitým jednáním. Československý stát užíval zámek od roku 1946 až do svého zániku v roce 1992. V 90. letech se zde dohadovala například kupónová privatizace nebo rozdělení Československa.
Zámek poté pak přešel na Českou republiku a nadále jej využívala Vláda České republiky ke svým výjezdním zasedáním. Česká vláda zde zasedala celkem třikrát: v září a říjnu 2006 a v březnu 2007.

### Spor o platnost konfiskace

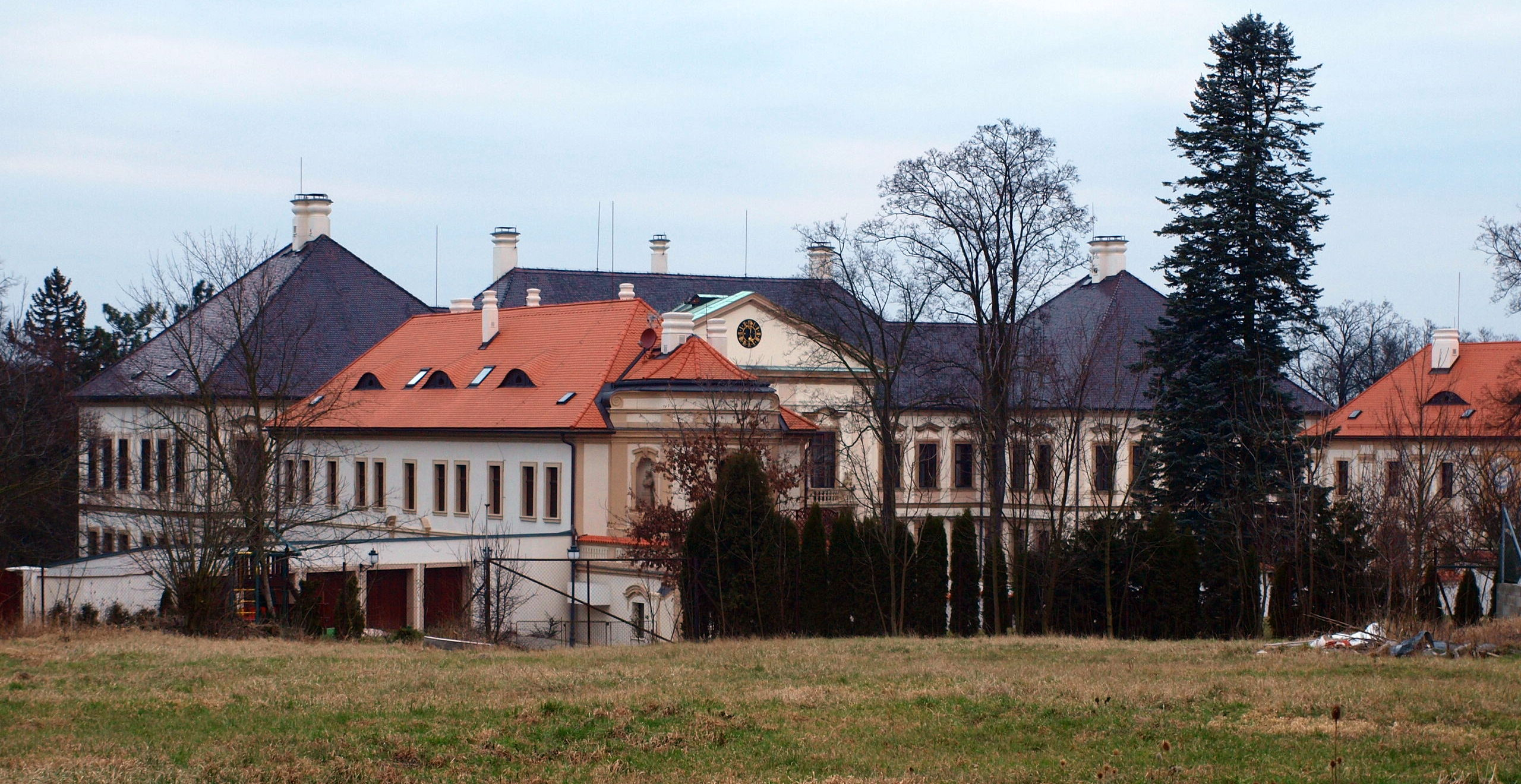
Zámek, celkový pohled (únor 2015)

Antonín Kumpera, někdejší majitel, průmyslník, letec a automobilista, emigroval do Argentiny a pak žil až do své smrti v Brazílii.
Nejvyšší soud po roce 1990 uznal, že konfiskace majetku rodu Kumperových byla zneužitím Benešových dekretů v zájmu nastupujícího totalitního režimu. Vítězslav Kumpera, vnuk Antonína Kumpery (podle jiných údajů jde o jeho syna), požádal o vrácení zámku s oborou, restaurací a jízdárnou v roce 1991. Když stát odmítl zámek vydat, obrátil se na soud.
Pozemkový úřad hlavního města Prahy, který žádost obdržel v roce 1997, mu zámek a další objekty (podle některých zdrojů jen jízdárnu a další objekty ve vlastnictví města Prahy) vydal v lednu 2007, avšak vláda žalobou dosáhla v březnu 2007 předběžného opatření Obvodního soudu pro Prahu 9, jímž byla právní moc rozhodnutí pozemkového úřadu zmrazena. Kumperu zastupuje advokát Tomáš Chlost. Kumpera se soudí také o některé budovy (resp. lesík na Václavce) na Smíchově a údajně už mu byly vráceny některé nemovitosti v centru Prahy (domy v Platnéřské a Havelské ulici).
18. ledna 2008 rozhodl Obvodní soud pro Prahu 9 (předseda senátu Jiří Malý) o vydání zámku vlastníkovi, jímž je Vítězslav Kumpera. Úřad pro zastupování státu ve věcech majetkových se proti rozsudku neúspěšně odvolal. Městský soud v Praze platnost rozsudku potvrdil 13. října 2008. Vláda se vzdala dovolání k Nejvyššímu soudu a rozhodla se, že nevyužije Kumperovy nabídky, aby si zámek pronajala.
Kolodějskou restauraci a jízdárnu spravuje v současné době městská část Praha-Koloděje. 19. února 2008 zamítl Obvodní soud pro Prahu 9 (soudce Jiří Malý) žalobu, jíž městská část a magistrát žádaly zrušit rozhodnutí pozemkového úřadu. Městská část žalobu neopírala o Benešovy dekrety, ale argumentovala vypršením lhůty k požádání o majetek, přičemž soud rozhodl, že bylo oprávněné použít delší lhůty, uvedené v Zákoně o půdě.
Ke konfiskaci byl zneužit Benešův dekret č. 108/1945 Sb., avšak z archivu se podařilo získat záznam z tajné porady ministrů spravedlnosti, financí a národního správce ze 17. prosince 1948, podle nějž se usnesli, že nejsou dány podmínky pro konfiskaci, ale přesto je zapotřebí konfiskaci provést.
Kumpera hodlal na zámku vybudovat rodinné muzeum Antonína Kumpery a továrny Walter. Divadlo v jízdárně hodlal rekonstruovat a pronajímat jej například pro taneční zábavy.

### Návrat do soukromého vlastnictví
V roce 2009 vláda na základě soudního rozhodnutí zámek vrátila Vítězslavu Kumperovi. Ten jej 22. ledna 2010 prostřednictvím firmy Marathon Consulting Group nabídl k prodeji za cenu 250 milionů Kč, iDnes.cz však zveřejnila názory, že cena je nadsazená a skutečná cena je 140 až 180 milionů Kč. V březnu 2010 zámek za necelých 233 milionů Kč koupila akciová společnost Pura Vida (následně přejmenovaná na Zámek Koloděje a.s.), za kterou stojí spolumajitel Třineckých železáren Tomáš Chrenek.

## Stavební podoba

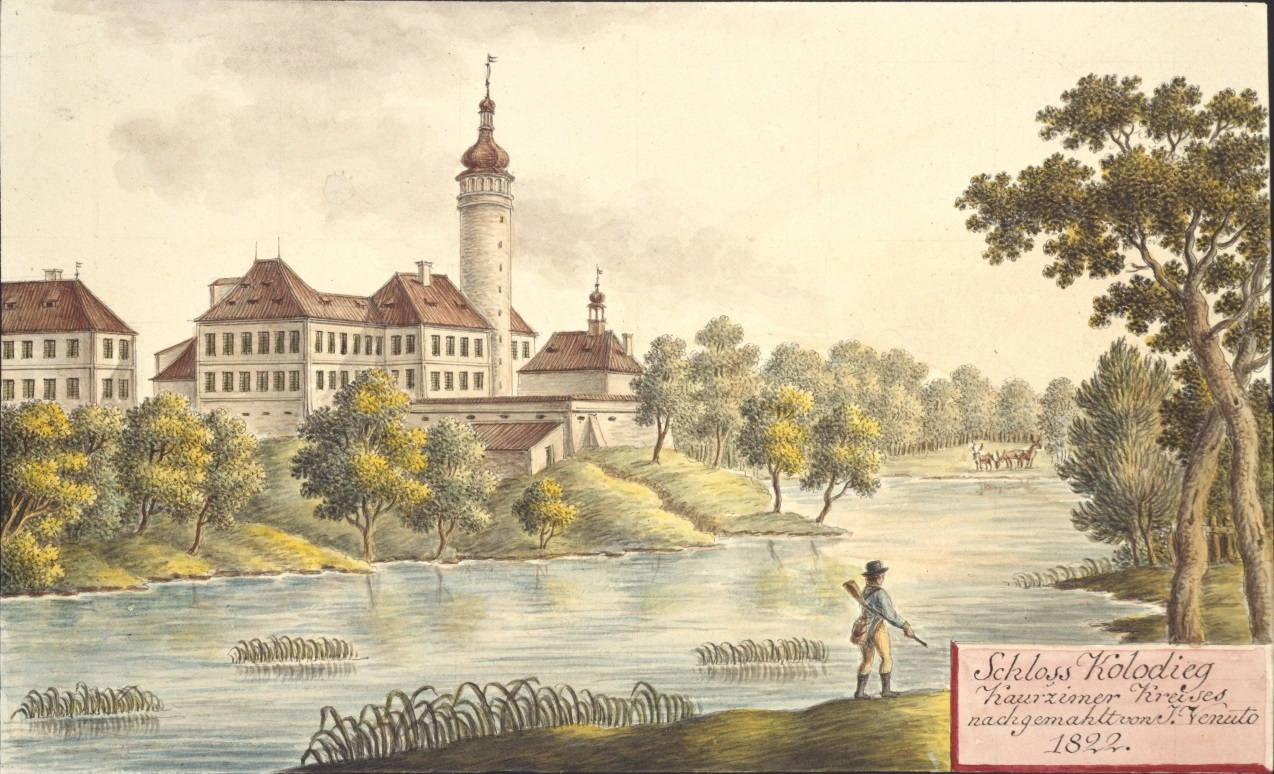
Zámek se stojícím bergfritem (1822)

Středověká podoba hradu ani podoba po první přestavbě na zámek však není přesně známa, ale dochoval se stavební plán přestavby z roku 1806. Podoba zámku v roce 1800 je zachycena na rytině pořízené podle Wolfovy kresby v Heberových Böhmens Burgen z téhož roku.
Existence okrouhlé věže naznačuje, že hrad zřejmě patřil ke hradům bergfritového typu s dvojdílnou dispozicí. V místech čestného dvora se nacházelo předhradí, které od hradního jádra odděloval šíjový příkop, na jehož místě byla postavena dochovaná budova zámku. V čele jádra stál štíhlý vysoký bergfrit.
Trojkřídlý zámek má půdorys podkovy. Vstupní stranu čestného dvora uzavírá zeď. Po stranách dvora stojí patrová křídla s polygonálními rizality na východní straně. Sloužila k ubytování služebnictva, ústájení koní a dalším hospodářským provozům. Hlavní zámecká budova, která stojí na západní straně dvora, je přístupná po mostě přes bývalý příkop. Její nádvorní strana je dvoupatrová, zatímco strana obrácená do zahrady má pouze jedno patro. Průčelí zámku zdůrazňuje tříosý rizalit členěný pilastry, které nesou kladí s trojúhelníkovým štítem. Do budovy se vstupuje dvojicí portálů v bočních osách rizalitu. Na opačné straně budovy se nachází balkónový portikus s rokajovou mříží.

## Turistika
Zámek je v soukromém vlastnictví a není dlouhodobě veřejně přístupný. Ve směru od Královic, podél východního okraje obory a k Běchovicím, prochází kolem červeně značená pěší turistická trasa č. 0008.